# يوهان جوستاف دريزن
يوهان جوستاف دريزن (بالألمانية: Johann Gustav Droysen) هو مؤرخ وسياسي ألماني (1808 م – 1884 م) لعب دورًا في حركة توحيد ألمانيا وعرف بمؤلفه (تاريخ بروسيا السياسي) ( 14 مجلدا )
كان لإيمان دريزن بمصير بروسيا لقيادة ألمانيا أثر واضح على حركة الوحدة الألمانية، والتي عاش ليراها. ومن المفارقات، أن وطنيته البروسية المتحمسة لم تنقذه من الوقوع في الكراهية بعد الأحداث الثورية لعام 1848 ، لأن وجهات نظره الأخرى كانت ليبرالية وفردية بشكل عام.
بدأ إخلاص دريزن لبروسيا في طفولته وهي الفترة التي قامت فيها حرب التحرير ضد الحكم النابليوني، وعندما أصبح أستاذًا في فقه اللغة الكلاسيكية في برلين (1835-1840)، كتب عن الإسكندر الأكبر واستخدم مصطلح الهيلينية لوصف انتشار الثقافة اليونانية على شرق البحر الأبيض المتوسط والشرق الأوسط في القرنين الرابع والأول قبل الميلاد، وبعد ثورة 1848، أصبح دريزن عضوًا في برلمان فرانكفورت وسكرتير لجنته الدستورية، ولكن بعد أن رفض الملك البروسي فريدرش فيلهلم الرابع التاج الإمبراطوري الألماني في عام 1849، أصيب دريزن بخيبة أمل وتقاعد من السياسة.
بصفته أستاذًا للتاريخ في كيل (1840-1851)، فقد تعاون في عام 1850 مع كارل ساموير في كتابة تاريخ العلاقات بين الدنمارك ودوقتي شليسفيغ وهولشتاين من عام 1806، وهو عمل أثر على آراء العديد من الألمان حول النزاع مع الدنمارك والذي أصبح حاد في النهاية. دعم حقوق الدوقات بشكل بارز لدرجة أنه في عام 1851 بعد أن انتقال ملكية هولشتاين إلى الدنمارك، غادر كيل وهي مدينة في هولشتاين وذهب للتدريس في ينا، حيث أنهى سيرة (1851-1852) لجراف يورك فون وارتنبرغ، وهو جنرال بروسي في حرب تحرير. أمضى دريزن سنواته المتبقية في عمله العظيم ،Geschichte der preussischen Politik ، وهو مكون من 14 مجلد، (1855–1886 ؛ بالعربية: «تاريخ السياسة البروسية»). هذا العمل التاريخي، لم يكتمل بسبب وفاة دريزن، وينتهي عند عام 1756.

## روابط خارجية
- يوهان جوستاف دريزن على موقع الموسوعة البريطانية (الإنجليزية)